# 拓跋孤
拓跋孤（?—?），鮮卑名烏孤，中國南北朝時期北魏平文帝拓跋鬱律第四子，烈帝拓跋翳槐、昭成帝拓跋什翼犍及拓跋屈之弟，太祖時期追封高涼王，諡號神武。

## 生平
拓跋孤多才多藝，有志氣謀略。338年，拓跋翳槐去世，遺命立遠在後趙襄國為人質的二弟拓跋什翼犍繼位為代王，群臣皆以新近有大事故，拓跋什翼犍未必可以回來繼位，惟恐衍生變詐，認為應先立年長的君主替代。拓跋什翼犍三弟拓跋屈為人剛猛而為人多變，並不如拓跋孤為人寬和柔順。於是大人梁蓋等殺死拓跋屈，共推舉拓跋孤繼位。拓跋孤曰：「吾兄居長，自應繼位，我安可越次而處大業。」所以便親自走去鄴奉迎拓跋什翼犍，請以自己留在後趙為質，石虎見其義而放還拓跋什翼犍。拓跋什翼犍即位後，所以便分封國土一半給拓跋孤。
其後拓跋孤薨，其子拓跋斤正為了不能繼其父之職而心懷怨恨，因而欺騙什翼犍之庶長子拓跋寔君將為兄弟所害，拓跋寔君因此盡殺兄弟及拓跋什翼犍。前秦趁代國大亂的機會發動攻擊，代國遂滅。道武帝拓跋珪即位時，以拓跋孤功勳彌高，追封為高涼王，諡「神武」。

## 現代考證
美國學者Jennifer Holmgren認為叔孫建的父親叔孫骨，即拓跋孤。因為漢語發音接近而誤記。

## 家庭

### 子
- 拓跋斤，欺騙什翼犍之庶長子拓跋寔君將為兄弟所害，拓跋寔君因此盡殺兄弟及拓跋什翼犍。

### 孫
- 拓跋樂真，拓跋斤子，先襲封高涼王，後轉封為平陽王。
- 拓跋度，松滋武侯，位比部尚書。

### 曾孫
- 拓跋禮，拓跋樂真子，襲封高涼懿王。
- 拓跋陵，拓跋樂真子，賜爵襄邑男。進爵為子。
- 拓跋乙斤，拓跋度子，襄陽景侯。

### 後代
- 拓跋那，拓跋禮子，官至中都大官、儀同三司，爵封高涼王。
- 拓跋紇，拓跋那子，紹封高涼王。
- 元大曹，拓跋紇子，太原郡公。
- 拓跋平，字楚國，拓跋乙斤子，襲封松滋侯，以軍功賜艾陵男。
- 元萇，拓跋平子，襲封松滋成侯。歷位度支尚書、侍中、雍州刺史。

## 延伸阅读
[在维基数据编辑]
 《魏書·卷14》，出自魏收《魏书》